# Moritz Gudenus
Moritz Gudenus (11 de abril de 1596, Cassel — fevereiro de 1680, Treffurt) foi um pregador católico alemão e um convertido à fé católica do ministério protestante. 

## Biografia
Gudenus era descendente de uma família calvinista de Gudenus que se mudou de Utrecht para Hesse. Depois de frequentar a escola em Cassel, ele continuou seus estudos na Universidade de Marburg, cidade em que posteriormente atuou como diácono da igreja reformada. Ele ocupou esta posição por menos de dois anos, quando uma mudança de governantes civis resultou na substituição oficial do luteranismo pelo calvinismo em Marburg. Gudenus perdeu seu cargo devido à sua recusa em adotar a Confissão de Augsburgo. Ele retornou para Cassel, foi nomeado assistente em Abterode e em 1625 tornou-se pároco lá.
A leitura das obras de Belarmino revelou-lhe a doutrina católica em sua verdadeira luz e, após estudo cuidadoso, ele e sua família foram recebidos na Igreja em 1630. A conversão foi feita à custa de consideráveis sacrifícios pessoais. Depois de um período de necessidade e provações, Gudenus foi nomeado oficial de justiça em Treffurt, cargo que ocupou até sua morte.
Seu panegírico fúnebre foi proferido por Herwig Boning, representante do Arcebispo de Mainz no distrito de Eichsfeld e pároco de Duderstadt. Boning incluiu o panegírico em sua edição das obras de Gudenus, que incluía um tratado sobre a Eucaristia e duas cartas sobre a história de sua conversão, uma dirigida aos jesuítas de Heiligenstadt, a outra ao seu cunhado, Dr. Paul Stein: "Mensa Neophyti septem panibus instruta a cl. viro Dno. Mauritio Gudeno, eleitori Moguntino praefecto em Trefurt p.m. sive ejusdem de sua ad fidem romano-catholicam Conversione et divina erga se providentia narratio" (Duderstadt, 1686). Gudenus deixou cinco filhos, alguns dos quais alcançaram distinção nos círculos eclesiásticos e acadêmicos. John Daniel tornou-se Bispo Auxiliar de Mainz; John Maurice, conselheiro eleitoral e imperial e pretor em Erfurt, escreveu uma história daquela cidade, "Historia Erfurtensis" (Duderstadt, 1675); O Dr. John Christopher, que era representante diplomático da Arquidiocese de Mainz em Viena, e o Dr. Urban Ferdinand, que ocupava uma cátedra universitária, tornaram-se os fundadores dos dois ramos nobres da família Gudenus, que ainda florescem na Áustria.

## Vida pessoal
Em 24 de fevereiro de 1623 casou-se com Beata Stein (1602-1661). Eles tiveram dois filhos:
- Johann Christoph, Reichsfreiherr und Edler Herr von Gudenus (1632-1705), progenitor da linhagem mais antiga da família
- Prof. Dr. Urban Ferdinand Gudenus (1634-1699), progenitor do ramo mais jovem da família Gudenus [1]